# Phacelia neomexicana
Phacelia neomexicana är en strävbladig växtart som beskrevs av George Thurber och John Torrey. Phacelia neomexicana ingår i Faceliasläktet som ingår i familjen strävbladiga växter. Inga underarter finns listade i Catalogue of Life.